# 후쿠이 마코토
후쿠이 마코토(일본어: 福井 誠, ふくい まこと, 1940년 2월 28일~)는 일본의 수영 선수이다. 1960년 하계 올림픽에서 200m 자유형 계주 은메달, 1964년 하계 올림픽에서 200m 자유형 계주 동메달을 획득했다. 또한 1959년부터 1963년까지 200m 자유형 계주 세계 기록을 3번 세웠으며, 자국에서 열린 1964년 올림픽 개막식에서 일본 선수단의 기수를 맡았다.